# Bosseval-et-Briancourt
Bosseval-et-Briancourt är en kommun i departementet Ardennes i regionen Grand Est (tidigare regionen Champagne-Ardenne) i nordöstra Frankrike. Kommunen ligger  i kantonen Sedan-Ouest som ligger i arrondissementet Sedan. År 2018 hade Bosseval-et-Briancourt 414 invånare.

## Befolkningsutveckling
Antalet invånare i kommunen Bosseval-et-Briancourt
Referens: INSEE